# 金景太
金景太（きむ けいた、1980年12月10日 - ）は、日本生まれ、韓国育ちの俳優。グランアーツ所属。韓国慶熙大学デザイン学部演劇映画科卒業。

## 人物
- 父親は声楽家の韓国人で、母親は日本人。
- 幼い頃から芸術に興味を持ち、舞台を中心に活動している。
- 人柄がとてもよく、怒ることはめったにない。
- 料理が上手く、テレビでハングル講座でも度々韓国の料理を作ることがある。
- 特技はバスケットボール・ピアノ・朝鮮語・テコンドー
- 日本の千葉県で生まれたが、育ちは韓国のため朝鮮語がとても上手。

## 出演作品

### テレビ
- テレビでハングル講座(2008年4月 - 2009年3月)　-　レギュラー

### ラジオ
- まいにちハングル講座(2010年10月 - 2011年3月、2011年10月 - 2012年6月、2013年1月 - 3月)　-　パートナー
- アンコールまいにちハングル講座(2011年10月 - 2012年3月)　-　パートナー

### 舞台
- 月家(1999年)　-　パルチザン役
- 雷山夢(1999年)　-　デム役
- ハムレット(2000年)　-　アティーズ役
- ガラスの動物園(2001年)　-　ジム役
- ロミオとジュリエット(2005年)　-　ベンボリオ役
- コンチェルト(2007年)　-　主演:つよし役
- カリフォルニア物語(2008年2月27日〜3月9日)

### ミュージカル
- 兜率歌(2000年)　-　テクノ役

### CM
- アルデプロ「部長だけ知らない 篇」(2007年)　-　部下役

### プロモーションビデオ
- マキシマムザホルモン 『恋のメガラバ』

### 雑誌
- 韓国語ジャーナル「金景太のこんなときはこう!」